# Manuela Nägele
Manuela Nägele (* 14. November 1967 in Aalen) ist eine deutsche Kirchenmusikerin, Chorleiterin und Komponistin.

## Leben und Wirken
Manuela Nägele, die in Oberkochen aufwuchs, studierte nach dem Abitur an der Berliner Kirchenmusikschule und anschließend  in Heidelberg an der Hochschule für Kirchenmusik, wo sie mit dem A-Examen absolvierte. Zu ihren Lehrern gehörten Martin Behrmann (Chorleitung), Karl Hochreither, Johannes Matthias Michel, Renate Zimmermann und Gunther Martin Göttsche (Orgel/Liturgisches Orgelspiel).
Nach einem kirchenmusikalischen Praktikum beim Oberkirchenrat Stuttgart und auf der Karlshöhe Ludwigsburg ist Nägele seit 1995 als Distriktkantorin in den Gemeinden Stuttgart-Hedelfingen / Rohracker-Frauenkopf und Wangen tätig. Weiterhin leitet sie die Tübinger Kinderkantorei. 
Als Komponistin schrieb Nägele unter anderem das 2009 uraufgeführte Oratorium Lebenswort mit Elementen aus Klassik, Pop, Klezmer und Gregorianik zu Texten aus dem Johannes-Evangelium, das auch beim Deutschen Kirchentag 2015 in Stuttgart zu hören war. Ihr Oratorium Petrus wurde nach der Uraufführung 2016 auch beim Landeskirchenmusikfest aufgeführt. Beide Werke sind auf Tonträger erhältlich. Jens Wollenschläger und Katarzyna Myćka nahmen auf ihrem Album Marimba & Organ Melange Nägeles Concerto Come Together auf.
Seit 2019 hat Nägele einen Lehrauftrag an der Hochschule für Kirchenmusik Tübingen im Fach Kinderchorleitung. Außerdem wirkt sie als 1. Vorsitzende im Verband Stuttgarter Kinder- und Jugendchöre e. V. und gehört seit 2019 dem Vorstand der Stiftung Singen mit Kindern an und ist Mitglied im Arbeitskreis Singen mit Kindern des Chorverbands in der Evangelischen Kirche in Deutschland.

## Auszeichnungen
Nägele erhielt 2011 für ihre Tätigkeit die Ehrenmünze der Stadt Stuttgart. Ein Jahr später wurde ihr der Titel „Kirchenmusikdirektorin“ von der Evangelischen Landeskirche Württemberg verliehen.